# Prototropie
Du grec « πρώτος » (prótos), le premier (cependant dans « prototropie », « prótos » fait référence au proton), et « τρόπος », (tropos), la direction.
La prototropie est l'exemple le plus courant de tautomérie. Elle consiste en le déplacement d'un atome d'hydrogène au sein d'une même molécule, d'un atome vers un autre.
En d'autres termes, on peut considérer ce phénomène comme une réaction acido-basique interne.

## Exemples courants
La prototropie joue un rôle-clef dans la constitution du vivant puisqu'elle se déroule au cœur des acides  α-aminés, pour les faire passer d'un état non ionisé à un état zwitterionique, et vice-versa.
Elle intervient aussi dans l'addition d'un organomagnésien mixte sur un nitrile pour permettre la création d'une cétone.